# Lillesjön (Timmele socken, Västergötland)
Lillesjön är en sjö i Ulricehamns kommun i Västergötland och ingår i Viskans huvudavrinningsområde.